# Carrier Dove (barco de 1855)
Carrier Dove fue un barco de 1855. Fue uno de los dos barcos más conocidos que se botaron en Baltimore ese año, el otro era el Mary Whitridge.

## Construcción
El Carrier Dove, al igual que el Andrew Jackson de Mystic, el Mary Whitridge de Baltimore y el Flying Mist de Medford, construido a partir de una modificación de los modelos. Combinaba gran parte de la velocidad de los elegantes barcos de principios de la década de 1850 con la mayor capacidad de carga de los barcos tradicionales de fondo más lleno.

## Viajes

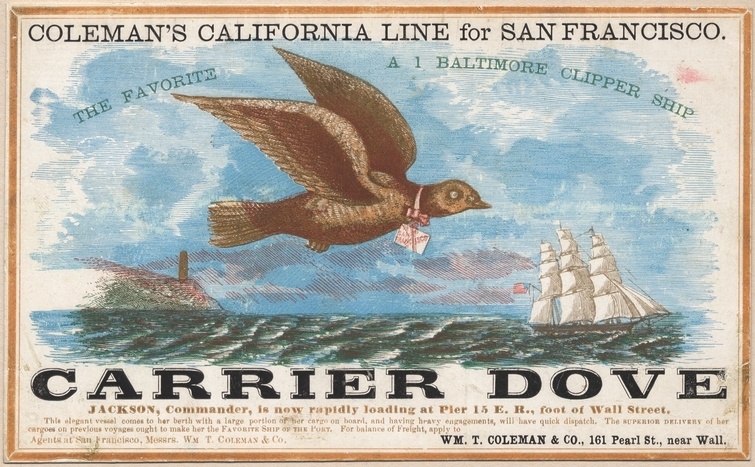
Tarjeta de barco Clipper para el Carrier Dove.

El Carrier Dove se desintegró en un huracán a sólo ocho días de la ciudad de Nueva York en su viaje inaugural a San Francisco en 1855. Sin embargo, llegó a Río de Janeiro el 9 de noviembre, en 55 días. Permaneció en Río de Janeiro durante dos meses para ser reparado. El resto de su viaje alrededor del Cabo de Hornos fue más favorable, y llegó a San Francisco el 25 de abril de 1856, tras un viaje de 98 días.
Su viaje de Nueva York a San Francisco en 1860 bajo el mando del capitán Montell fue más afortunado, y llegó en 127 días.
En 1862, llevó un cargamento de trigo de San Francisco a Queenstown, Australia, en 124 días.
De Liverpool a Melbourne, 78 días, en 1858. Melbourne a Valparaíso, 30 o 32 días, bajo el capitán Theodore Corner, muy cerca del récord.
El Carrier Dove salió de Nueva York el 2 de noviembre de 1863, transportando la locomotora n.º 4 de San Francisco & San José, y llegó a San Francisco el 20 de mayo de 1864.

## Venta
En 1862, el Carrier Dove navegó en el comercio transatlántico bajo el mando de los capitanes Nash y Jackson. Desembarcó en Portmagee, County Kerry, en febrero de 1863, pero fue reparado y subastado a sus antiguos propietarios, Trask & Dearborn. También en 1863, "colisionó con otro buque en el Río Mersey" ese año, requiriendo la asistencia de tres barcos de vapor.
En 1865, mientras se dirigía desde South Shields (Inglaterra), cargado de carbón y carga general, desembarcó en Governors Island, en el puerto de Nueva York, a las afueras de su destino, la ciudad de Nueva York. Su carga fue llevada a los muelles por medio de un barco ligero.

## Pérdida del buque
El Carrier Dove bajó a tierra por última vez en Stone Horse Shoals, cerca de Tybee, mientras realizaba un viaje de Liverpool a Tybee, Filadelfia y San Francisco, el 3 de marzo de 1876. Fue una pérdida total. Su tripulación sobrevivió.